# Chiesa di San Biagio (Scalvaia)
La chiesa di San Biagio è un edificio sacro che si trova a Scalvaia, nel territorio comunale di Monticiano.

## Storia e descrizione
La parrocchia compare nei documenti a partire dal XIII secolo, come suffraganea della pieve di Luriano.
Nel corso del Settecento venne completamente riedificata in un luogo diverso da quello originario. L'edificio attuale è frutto di un ulteriore restauro compiuto alla fine degli anni trenta del XX secolo in stile neoromanico, con parato a pietroni grigi, portale con arco a tutto sesto e bifora poco sottostante al timpano. Alla chiesa fu annesso, nello stesso intervento, il campanile a sezione quadrangolare.